# Championnat d'Italie de rugby à XV 1994-1995
Navigation
Serie A1 1993-1994 Serie A1 1995-1996
Le Championnat d'Italie de rugby à XV 1994-1995 oppose les dix meilleures équipes italiennes de rugby à XV. Le championnat débute en 1994 et se termine le 8 avril 1995. Le tournoi se déroule sous la forme d'un championnat unique en matchs aller-retour. Les quatre premiers de la phase régulière sont qualifiés pour les play-off.
L'Amatori Rugby Milan bat en finale le Benetton Rugby Trévise sur le score de 27 à 15 et remporte son 17e titre. Le match se déroule au Stadio Plebiscito à Padoue devant 5 500 spectateurs.

## Équipes participantes
Les dix équipes sont les suivantes :
| - Milan - L'Aquila - Benetton Rugby Trévise - Mirano Osama - Bologna Deltalat | - Amatori Catane - Rugby Roma MDP - Petrarca Simod - Rovigo Ciabatta - San Donà Lafert |

## Résultats

### Classement de la phase régulière
| Rang | Club                | J  | V  | N | D  | Pm  | Pe  | Diff | Pts |
| ---- | ------------------- | -- | -- | - | -- | --- | --- | ---- | --- |
| 1    | Amatori Rugby Milan | 18 | 16 | 2 | 0  | 763 | 321 | +442 | 34  |
| 2    | Benetton Trévise    | 18 | 13 | 3 | 2  | 616 | 278 | +338 | 29  |
| 3    | Rugby Rome          | 18 | 12 | 0 | 6  | 537 | 394 | +143 | 24  |
| 4    | L'Aquila Rugby (T)  | 18 | 8  | 2 | 8  | 430 | 463 | -33  | 18  |
| 5    | Petrarca Padoue     | 18 | 8  | 1 | 9  | 383 | 385 | -2   | 17  |
| 6    | San Donà Lafert     | 18 | 7  | 1 | 10 | 363 | 420 | -57  | 15  |
| 7    | Rugby Rovigo        | 18 | 7  | 1 | 10 | 344 | 467 | -123 | 15  |
| 8    | Mirano Osama        | 18 | 6  | 0 | 12 | 354 | 535 | -181 | 12  |
| 9    | Amatori Catane      | 18 | 4  | 0 | 14 | 368 | 554 | -186 | 8   |
| 10   | Rugby Bologne       | 18 | 4  | 0 | 14 | 388 | 720 | -332 | 8   |

|  | Qualifiés pour la phase finale (no 1, no 2, no 3, no 4) |
|  | Relégué (no 10)                                         |
|  | T : tenant du titre 1994                                |

Attribution des points :  victoire : 2, match nul : 1, défaite : 0.

### Phase finale

#### Match préliminaire
| 1995 | L'Aquila | 49 – 30 | Piacenza |  |
| 1995 |          |         |          |  |
| 1995 |          |         |          |  |

#### Tableau
|  | Demi-finales           | Demi-finales           |       |          | Finale       | Finale       |
|  | Demi-finales           | Demi-finales           |       |          | Finale       | Finale       |
|  |                        |                        |       |          |              |              |
|  | 1995                   | 1995                   |       |          | 8 avril 1995 | 8 avril 1995 |
|  | 1995                   | 1995                   |       |          | 8 avril 1995 | 8 avril 1995 |
|  | Milan                  | 31 \| 69               |       |          | 8 avril 1995 | 8 avril 1995 |
|  | Milan                  | 31 \| 69               |       |          | 8 avril 1995 | 8 avril 1995 |
|  | L'Aquila               | 22 \| 8                |       |          | 8 avril 1995 | 8 avril 1995 |
|  | L'Aquila               | 22 \| 8                | Milan | 27       |              |              |
|  | 1995                   |                        | Milan | 27       |              |              |
|  |                        | Benetton Rugby Trévise | 15    |          |              |              |
|  | Benetton Rugby Trévise | Benetton Rugby Trévise | 15    | 59 \| 17 |              |              |
|  | Benetton Rugby Trévise |                        |       | 59 \| 17 |              |              |
|  | Rugby Roma MDP         | 6 \| 19                |       |          |              |              |
|  | Rugby Roma MDP         | 6 \| 19                |       |          |              |              |

#### Finale
| 8 avril 1995 | Milan | 27 – 15 | Benetton Rugby Trévise | Stadio Plebiscito, Padoue 5 500 spectateurs Arbitre : Morandin |
| 8 avril 1995 |       |         |                        | Stadio Plebiscito, Padoue 5 500 spectateurs Arbitre : Morandin |
| 8 avril 1995 |       |         |                        | Stadio Plebiscito, Padoue 5 500 spectateurs Arbitre : Morandin |

## Vainqueur
| Entraîneur | Entraîneur             | Gustavo Milano                           |
| Avants     | Pilier                 | Massimo Cuttitta                         |
| Avants     | Talonneur              |                                          |
| Avants     | Deuxième ligne         | Colico                                   |
| Avants     | Troisième ligne aile   | Boccazzi, Scanziani                      |
| Avants     | Troisième ligne centre | Vaghi                                    |
| Arrières   | Demi de mêlée          | Cascinari, Tassi                         |
| Arrières   | Demi d'ouverture       | Diego Domínguez, Ricchebono, Rovelli     |
| Arrières   | Centre                 | Pedroni                                  |
| Arrières   | Ailier                 | Crotti, Marcello Cuttitta, Paolo Vaccari |
| Arrières   | Arrière                | Cicciò, Platania, Properzi               |